# Baroville
Baroville est une commune française située dans le département de l'Aube, en région Grand Est.

## Géographie
| Couvignon | Fontaine   | Bayel               |
|           | Baroville  |                     |
| Urville   | Arconville | Ville-sous-la-Ferté |

### Hydrographie
La commune est dans la région hydrographique « la Seine de sa source au confluent de l'Oise (exclu) » au sein du bassin Seine-Normandie. Elle est drainée par le Fossé 01 du Bois de Baroville, le Fossé 01 du Vallon de Dargivau et le Fossé 01 du Vallon Deu Pré des Vaux,.

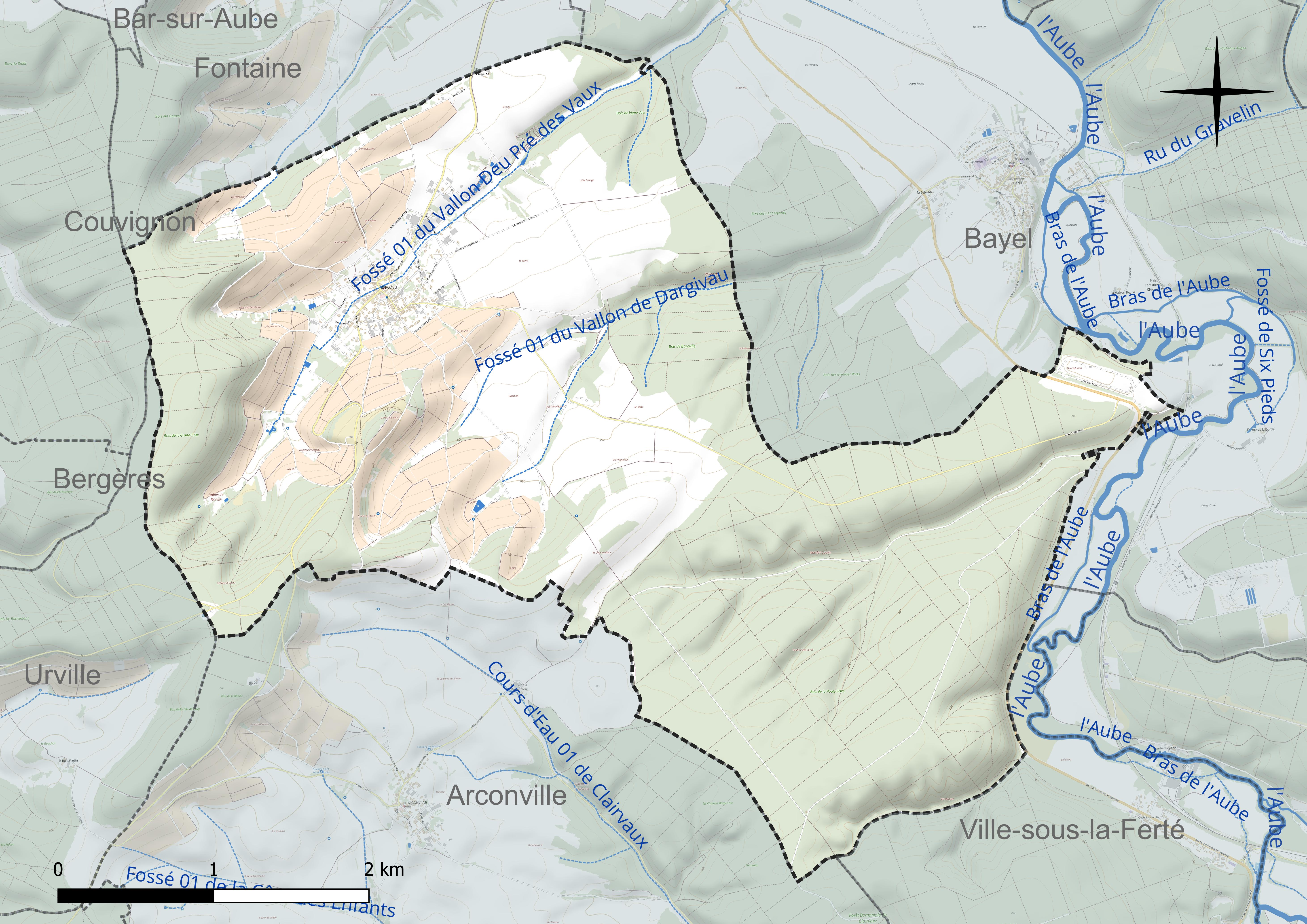
Réseau hydrographique de Baroville.

### Climat
Pour des articles plus généraux, voir Climat du Grand Est et Climat de l'Aube.
En 2010, le climat de la commune est de type climat des marges montargnardes, selon une étude du Centre national de la recherche scientifique s'appuyant sur une série de données couvrant la période 1971-2000. En 2020, Météo-France publie une typologie des climats de la France métropolitaine dans laquelle la commune est exposée à un climat océanique altéré et est dans la région climatique Lorraine, plateau de Langres, Morvan, caractérisée par un hiver rude (1,5 °C), des vents modérés et des brouillards fréquents en automne et hiver.
Pour la période 1971-2000, la température annuelle moyenne est de 10,2 °C, avec une amplitude thermique annuelle de 16 °C. Le cumul annuel moyen de précipitations est de 889 mm, avec 12,6 jours de précipitations en janvier et 8,8 jours en juillet. Pour la période 1991-2020, la température moyenne annuelle observée sur la station météorologique de Météo-France la plus proche, « Ailleville_sapc », sur la commune d'Ailleville à 7 km à vol d'oiseau, est de 11,4 °C et le cumul annuel moyen de précipitations est de 833,5 mm. 
La température maximale relevée sur cette station est de 41,3 °C, atteinte le 25 juillet 2019 ; la température minimale est de −19,7 °C, atteinte le 20 décembre 2009,,.
Les paramètres climatiques de la commune ont été estimés pour le milieu du siècle (2041-2070) selon différents scénarios d'émission de gaz à effet de serre à partir des nouvelles projections climatiques de référence DRIAS-2020. Ils sont consultables sur un site dédié publié par Météo-France en novembre 2022.

## Urbanisme

### Typologie
Au 1er janvier 2024, Baroville est catégorisée commune rurale à habitat dispersé, selon la nouvelle grille communale de densité à 7 niveaux définie par l'Insee en 2022.
Elle est située hors unité urbaine. Par ailleurs la commune fait partie de l'aire d'attraction de Bar-sur-Aube, dont elle est une commune de la couronne,. Cette aire, qui regroupe 43 communes, est catégorisée dans les aires de moins de 50 000 habitants,.

### Occupation des sols
L'occupation des sols de la commune, telle qu'elle ressort de la base de données européenne d’occupation biophysique des sols Corine Land Cover (CLC), est marquée par l'importance des forêts et milieux semi-naturels (57,8 % en 2018), une proportion sensiblement équivalente à celle de 1990 (57,5 %). La répartition détaillée en 2018 est la suivante : 
forêts (56,1 %), terres arables (20,7 %), cultures permanentes (17,7 %), zones urbanisées (3,8 %), milieux à végétation arbustive et/ou herbacée (1,6 %). L'évolution de l’occupation des sols de la commune et de ses infrastructures peut être observée sur les différentes représentations cartographiques du territoire : la carte de Cassini (XVIIIe siècle), la carte d'état-major (1820-1866) et les cartes ou photos aériennes de l'IGN pour la période actuelle (1950 à aujourd'hui).

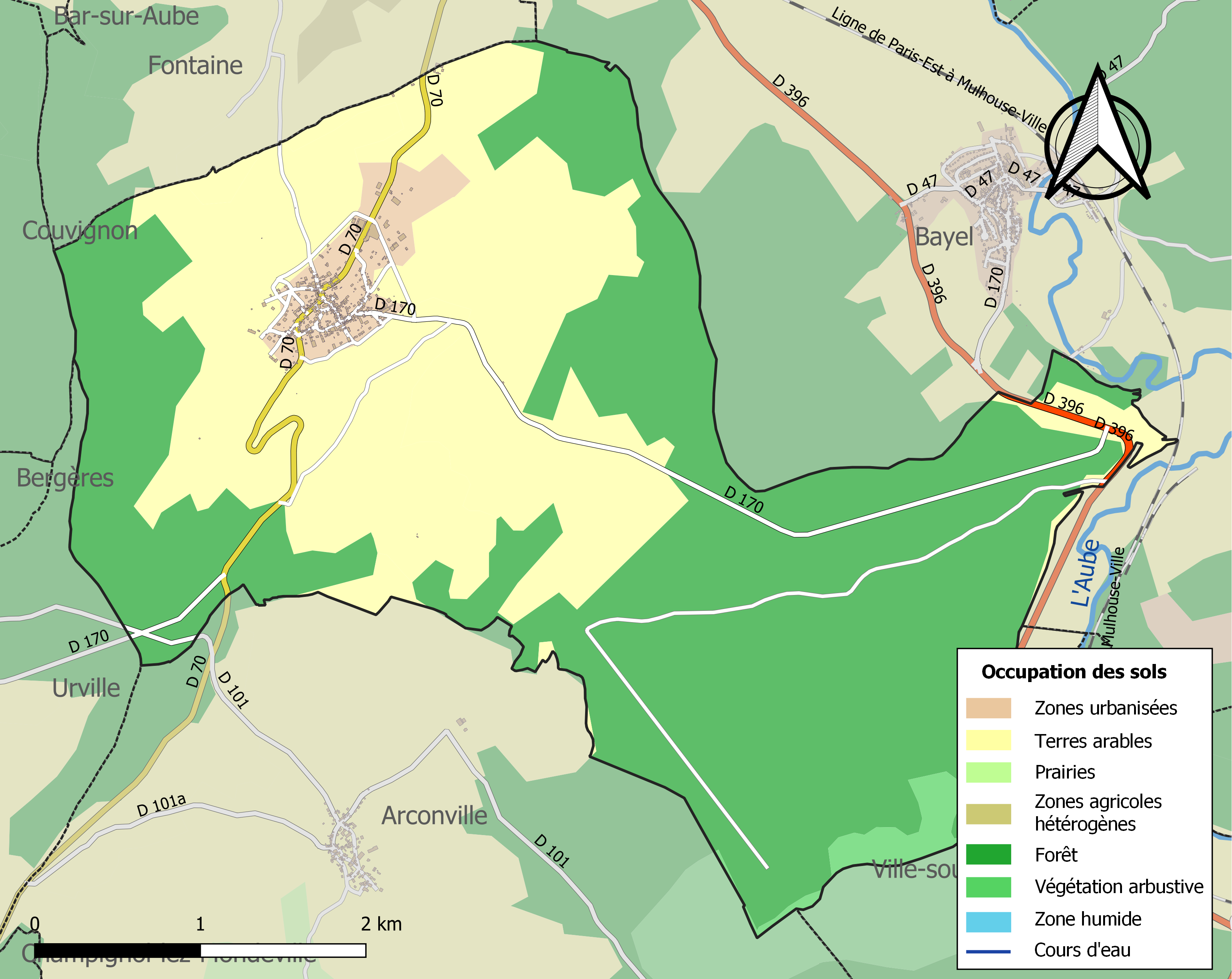
Carte des infrastructures et de l'occupation des sols de la commune en 2018 (CLC).

## Toponymie
Le village est mentionné en 1095 sous le nom de Basnoville ou Barosvilla.
Nom de domaine mérovingien ou carolingien comme tous les noms en -ville, issu du bas latin villa (ferme, domaine), précédé d'un nom de personne germanique comme c'est le plus souvent le cas. Il s'agit de Baro selon Albert Dauzat et Ernest Nègre.
Dans ce cas, homonymie avec les Barville de Normandie. Le même nom de personne se retrouve dans Baromesnil, commune de Haute-Normandie.

## Histoire
Le 1er février 1628, un incendie détruisait la moitié du village.
En 1789, Baroville dépendait de l'intendance et de la Généralité de Châlons, élection de Bar-sur-Aube, du bailliage de Chaumont et de la châtellenie de Jaucourt. Pendant la période intermédiaire, la commune a fait partie du canton de Couvignon jusqu'à l'an IX, du diocèse de Langres et du doyenné de Bar-sur-Aube.

## Politique et administration
| Période                                  | Période  | Identité              | Étiquette | Qualité                                                |
| ---------------------------------------- | -------- | --------------------- | --------- | ------------------------------------------------------ |
| mars 2001                                | En cours | Marie-Noëlle Rigollot | DVD       | Fonctionnaire Conseillère générale puis départementale |
| Les données manquantes sont à compléter. |          |                       |           |                                                        |

## Démographie
L'évolution du nombre d'habitants est connue à travers les recensements de la population effectués dans la commune depuis 1793. Pour les communes de moins de 10 000 habitants, une enquête de recensement portant sur toute la population est réalisée tous les cinq ans, les populations de référence des années intermédiaires étant quant à elles estimées par interpolation ou extrapolation. Pour la commune, le premier recensement exhaustif entrant dans le cadre du nouveau dispositif a été réalisé en 2007.

En 2022, la commune comptait 268 habitants, en évolution de −14,38 % par rapport à 2016 (Aube : +0,7 %, France hors Mayotte : +2,11 %).
| 1793 | 1800 | 1806 | 1821 | 1831 | 1836 | 1841 | 1846 | 1851 |
| ---- | ---- | ---- | ---- | ---- | ---- | ---- | ---- | ---- |
| 439  | 492  | 474  | 566  | 684  | 650  | 670  | 640  | 692  |

| 1856 | 1861 | 1866 | 1872 | 1876 | 1881 | 1886 | 1891 | 1896 |
| ---- | ---- | ---- | ---- | ---- | ---- | ---- | ---- | ---- |
| 664  | 671  | 670  | 675  | 663  | 650  | 617  | 560  | 568  |

| 1901 | 1906 | 1911 | 1921 | 1926 | 1931 | 1936 | 1946 | 1954 |
| ---- | ---- | ---- | ---- | ---- | ---- | ---- | ---- | ---- |
| 497  | 476  | 415  | 382  | 370  | 334  | 309  | 316  | 325  |

| 1962 | 1968 | 1975 | 1982 | 1990 | 1999 | 2006 | 2007 | 2012 |
| ---- | ---- | ---- | ---- | ---- | ---- | ---- | ---- | ---- |
| 358  | 367  | 333  | 350  | 333  | 329  | 345  | 347  | 329  |

| 2017 | 2022 | - | - | - | - | - | - | - |
| ---- | ---- | - | - | - | - | - | - | - |
| 306  | 268  | - | - | - | - | - | - | - |

## Économie
La viticulture est la principale activité du village. Baroville fait partie des 320 communes pouvant prétendre à l'appellation d'origine contrôlée « Champagne ». Avec ses 217 hectares (Source : CIVC 2006), Baroville possède le plus grand vignoble de la région de Bar-sur-Aube et compte plus de cinquante exploitations viticoles. Les vignes sont plantées sur une série de six vallons et comportent les cépages champenois traditionnels (90 % de pinot noir, 2 % de pinot meunier et 8 % de chardonnay).

## Culture locale et patrimoine

### Lieux et monuments
- L'église sous le vocable de saint Étienne, date du XVIIIe siècle mais, en la reconstruisant, on a conservé l'abside de l'ancienne église de la fin du XIIe siècle. Elle est classée au répertoire des monuments historiques pour ses statues et son crucifix en bronze argenté du XVIIIe siècle provenant de l'abbaye de Clairvaux. L'évêque Edme Mongin fit poser une dalle de pierre noire à la mémoire de ses parents et était du village.
- L'emplacement d'une maison forte dans le val de Morvaux, résidence d'été des abbés de Clairvaux au XVIIIe siècle qui fut détruite à la Révolution.

### Personnalités liées à la commune
- Edme Mongin, évêque de Bazas et membre de l'Académie française, né à Baroville en janvier 1668 et décédé à Bazas le 5 mai 1746[19].

### Héraldique
| Armes de Baroville | Les armes de Baroville se blasonnent ainsi : De sable à la bande échiquetée d'argent et de gueules de deux tires, au chef cousu de sinople, à la crosse d'or brochant sur le chef et sur laquelle broche la bande, accostée en chef de deux grappes de raisin du même tigées et feuillées d'argent. |